# Charles Court
Charles Court AK KCMG OBE (Crawley, 29 september 1911 – Perth, 22 december 2007) was de eenentwintigste premier van West-Australië.

## Vroege jaren
Court werd in 1911 in het Verenigd Koninkrijk geboren. Zijn ouders, Walter James, een loodgieter, en Rose Rebecca Rice, migreerden toen hij een paar maanden oud was naar West-Australië. Court liep school aan de basisschool in Leederville en aan de 'Perth Boys High School'. Hij verliet de schoolbanken op vijftienjarige leeftijd. Court en zijn broer verkochten kranten en deden verscheidene jobs en klussen om het inkomen van hun ouders aan te vullen. Court studeerde boekhouding aan de avondschool. Van 1927 tot 1932 werkte hij als klerk voor een auditkantoor. In 1933 begon Court een eigen praktijk als boekhouder. Hij was een van de oprichtende vennoten van 'Hendry, Rae & Court' in 1938 en zou er tot 1970 vennoot blijven.
Court was reeds op jonge leeftijd door muziek gepassioneerd. Hij leerde blaasinstrumenten zoals de kornet spelen. Court trad op twaalfjarige leeftijd toe tot de 'RSL Memorial Band'. In 1930 won hij een solistenwedstrijd voor koperblazers. Toen de ballerina Anna Pavlova in Australië optrad was hij een van de begeleiders in de orkestbak.
Op 3 juni 1936 trouwde Court in de 'St Albans Church' in Perth met Rita Maud Steffanoni. Ze zouden vijf zonen op de wereld zetten: Victor, Barrymore, Kenneth, Richard en Geoffrey. Barrymore Court zou later voorzitter van de 'Pastoralists' and Graziers' Association' worden, met Margaret Smith-Court trouwen en de West-Australische afdeling van de 'Liberal Party' van 2008 tot 2011 leiden. Richard Court zou in 1982 in zijn vaders voetsporen treden, diens parlementszetel overnemen en van 1993 tot 2001 premier van West-Australië worden.

### Tweede Wereldoorlog
In 1940 ging Court als reservist in het leger. Op 18 december 1942 trad hij als soldaat toe tot de First Australian Imperial Force. Hij klom op in de rangen om uiteindelijk, op 27 september 1945, tot luitenant-kolonel te worden gepromoveerd. Hij nam onder meer deel aan de operaties op Bougainville. Op 3 januari 1946 werd hij van zijn dienst ontheven. Court nam de draad als vennoot bij 'Hendry, Rae & Court' terug op.

## Politieke carrière
In 1946 werd Court lid van de 'Liberal Party'. Van thuis uit was hij laborgezind. Zijn vader was syndicalist en aanhanger van de Australian Labor Party. Court had als jongen nog in vakbondsmarsen meegelopen. Doch de strijd van de militantere syndicalisten tegen de oorlogsinspanningen en zijn ervaringen als ondernemer deden hem voor de liberale partij kiezen. In 1953 werd Court voor het kiesdistrict Nedlands in het lagerhuis ('Legislative Assembly') verkozen. Hij zou 29 jaar onafgebroken in het lagerhuis zetelen.
Na de verkiezingen van 1959 werd Court door de nieuwe premier van West-Australië, David Brand, tot minister van industriële ontwikkeling, van spoorwegen en van het departement North-West benoemd. Brand en Court hadden een goede verstandhouding en Court zou Brand nooit proberen van zijn troon te stoten. Court overzag de ontwikkeling van het irrigatieproject aan de rivier de Ord en de verdere ontwikkeling van het Kwinana-industriegebied ten zuiden van Perth. Hij overtuigde de Australische federale regering ervan het tijdens de Tweede Wereldoorlog opgelegde uitvoerverbod voor ijzererts op te heffen en ontwikkelde sterke handelsrelaties met Japan. Hierdoor kwam de ijzerertswinning in de regio Pilbara tot ontwikkeling.
Tijdens de verkiezingen van 1971 werd de regering Brand verslagen. Court werd het jaar erop partij- en oppositieleider. De regering Tonkin was geen lang leven beschoren en Court werd in 1974 de eenentwintigste premier van West-Australië. Hij zette de industrialiseringspolitiek van de voorgaande regeringen verder. Court leidde de ontwikkeling van de 'North West Shelf' gas- en oliewinningsprojecten in het noordwesten van de staat in goede banen. Hij zorgde ervoor dat een deel van de opbrengsten hiervan naar de staat en haar inwoners vloeide. Hij waakte erover dat de 'North West Shelf'-projecten de West-Australische verwerkingsindustrie deden groeien, voor werkgelegenheid zorgden en aldus een van de belangrijkste aandrijvers van de West-Australische economie werden. Court, de grondlegger van West-Australiës grondstoffenboom, overzag ook de opstart van de ontginning van bauxiet en andere minerale zanden in het zuidwesten van de staat.
Het was niet al rozengeur en zonneschijn tijdens Courts regeerperiode. In 1976 probeerde Court het 'Tresillian Centre' voor kinderen met psychische problemen na klachten van zijn kiezers te sluiten. Na publiek protest mocht het centrum open blijven maar het diende uiteindelijk wel te verhuizen. Volgens Court was het van in den beginne de bedoeling om de kinderen een beter onderdak te bezorgen en lagen zijn kiezers klachten nooit aan de basis van de beslissing. Begin jaren 1980 protesteerden de Yungngora Aborigines tegen de aangekondigde boringen door de olie-industrie op het Noonkanbah Station. Voor Court was West-Australiës industriële ontwikkeling belangrijker dan de culturele en spirituele aanspraken van de Aborigines. Hij liet de boringen plaatsvinden en ze draaiden uit op een gewelddadig treffen tussen protestanten en politie. Uiteindelijk werd er geen olie gevonden. Court liet 'Section 54B' van de 'Police Act' aanpassen om de vakbondsprotesten tegen te werken. Samenscholingen van meer dan drie personen dienden vooraf bij de politie te worden aangevraagd.
Op cultureel gebied werd onder Court de Murdoch University ingewijd, 'His Majesty's Theatre' gerenoveerd, het Perth Cultural Centre ontwikkeld en de Art Gallery of Western Australia geopend.
Court ging in 1982 op rust en gaf op 31 januari dat jaar zijn ontslag als parlementslid en premier. In 1992 stierf zijn eerste echtgenote. Court hertrouwde op 22 juni 1997 in de 'St Stephen’s Anglican Church' met Judith Mildred Butt, zijn verpleegster.

## Nalatenschap
Court kreeg in april 2007 een infarct en stierf op 22 december dat jaar aan de gevolgen ervan. Hij werd gecremeerd en op het kerkhof van Karrakatta bijgezet. Courts tweede echtgenote en vijf zonen uit zijn eerste huwelijk overleefden hem.
Court werd verscheidene keren geëerd en geridderd. In 1946 werd hij officier in de Orde van het Britse Rijk, in 1972 Knight Bachelor, in 1978 ridder-commandeur in de Orde van Sint-Michaël en Sint-George en in 1982 ridder in de Orde van Australië. In 2003 werd hem de Centenary of Federation Medal toegekend.
In 1971 speelde Court zichzelf in de film Nickel Queen en in 1993 in de televisieserie Sunday.
In 2011 werd, ter gelegenheid van Courts honderdste verjaardag, een bronzen standbeeld onthuld op de hoek van 'St George’s Terrace' en 'Milligan Street' in Perths central business district.
- Gemeinsame Normdatei: 119524457
- International Standard Name Identifier: 0000 0000 7862 6725
- Library of Congress Control Number: n50017650
- SNAC: w6x07fkv
- Trove: 459296
- Virtual International Authority File: 40190546
- WorldCat: E39PBJccgR6kPBqjkjwd3jyw4q